# Astragalus sagasteguii
Astragalus sagasteguii är en ärtväxtart som beskrevs av Gomez-sosa. Astragalus sagasteguii ingår i släktet vedlar, och familjen ärtväxter. Inga underarter finns listade i Catalogue of Life.